# Museum Schloss Rosenstein

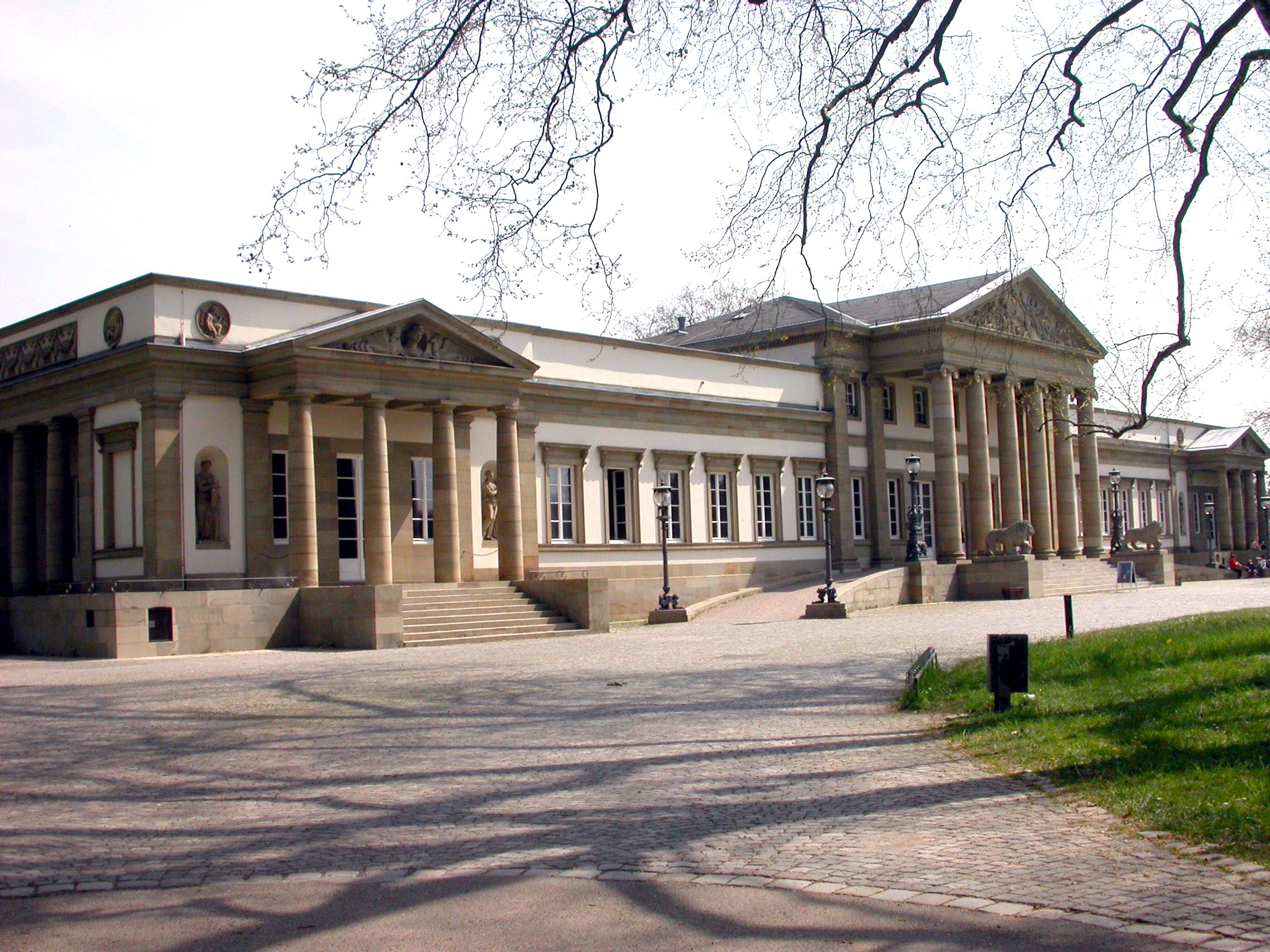
Schloss Rosenstein (2008)

Das Museum Schloss Rosenstein ist ein Museum für Biologie in Stuttgart. Es ist Teil des Staatlichen Museums für Naturkunde Stuttgart, zu dem außerdem das Museum am Löwentor sowie einige Außenstellen gehören. Das Naturkundemuseum im Schloss Rosenstein liegt im gleichnamigen Rosensteinpark und hat im Jahr ca. 115.000 Besucher.

## Geschichte
Das Staatliche Museum für Naturkunde Stuttgart ging 1950 aus der 1791 eingerichteten Naturaliensammlung der Herzöge von Württemberg hervor. Im Jahre 1817 erklärte König Wilhelm I. diese zur öffentlichen Sammlung des Staates. Ab 1854 arbeitete Oscar Fraas an der systematischen Erweiterung der geologischen, paläontologischen und mineralogischen Abteilungen im Königlichen Naturalienkabinett und ab 1894 sein Sohn Eberhard Fraas.
Die Sammlung des Staatlichen Museums für Naturkunde Stuttgart war vor dem Zweiten Weltkrieg in der Neckarstraße in der Innenstadt untergebracht. Ein Teil der Exponate wurde im Krieg zerstört, der weitaus größere Teil, der vorher ausgelagert wurde, blieb erhalten. Seit 1954 nutzt das Museum zur Präsentation seiner biologischen Sammlung das Schloss Rosenstein.
Die biologische Schausammlung befindet sich im Erdgeschoss des Schlosses. Im oberen Stockwerk liegen die nicht öffentlichen Arbeitsräume für Wissenschaftler und Präparatoren und ein Teil der Magazine. Weitere Funktions- und Forschungsräume sowie Verwaltung und Öffentlichkeitsarbeit befinden sich im Museum am Löwentor.
Seit Juni 2022 werden die Dauerausstellungen großzügig neugestaltet sowie saniert; die Wiedereröffnung ist für ab Februar 2023 geplant. Zuletzt wurden die Dauerausstellungsräume zwischen 1993 und 2006 neugestaltet.

## Dauerausstellung
Die Ausstellung im Museum Schloss Rosenstein zeigt eine Anzahl präparierter Tiere und Pflanzen aus unterschiedlichen Lebensräumen der Erde.
Besucher betreten das Museum durch den Haupteingang in der Mitte des Gebäudes und gelangen von dort zuerst in den Kassen- und Ladenbereich, dann in die Säulenhalle, welche für Veranstaltungen und für Sonderausstellungen genutzt wird.
Rechterhand der Säulenhalle befindet sich im überdachten Innenhof ein Ausstellungsraum, der dem Thema Evolution gewidmet ist. Besonderes Exponat in diesem Saal ist die Dermoplastik  eines Afrikanischen Elefanten. Es folgt ein Überblick über die Vielfalt des Lebens: Beginnend mit den Pflanzen führt der Rundgang weiter zu den Wirbellosen, zu den Fischen, Amphibien, Reptilien, Vögeln und Säugetieren. Ein besonderer Raum beschäftigt sich mit den Primaten sowie der Evolution des Menschen.
Außerdem befinden sich in diesem Flügel des Schlosses Dioramen der heimischen Lebensräume und der Themenraum Artensterben und Artenschutz. Als ausgerottete Tierarten sind u. a. zu sehen Kaplöwe, Riesenalk, Beutelwolf und Wandertaube.
Linkerhand der Säulenhalle erstreckt sich der Ausstellungsbereich „Lebensräume der Erde“. Der Rundgang beginnt ebenfalls im überdachten Innenhof, der das Thema Meer und hier besonders die Meeressäuger behandelt. Der Innenhof wird bestimmt vom Modell eines 13 Meter langen Seiwals, dessen Original-Skelett partiell durch Nachbildungen der Organe und der Außenhaut ergänzt wurde. An diesen Raum schließt sich ein Rundgang durch die großen Ökosysteme der Erde an: Tropischer Regenwald, Steppen, Wüsten und Savannen, das Mittelmeergebiet, die Laubwaldregion der gemäßigten Breiten, die Nadelwälder des Nordens, die Tundra und die Polarregionen  werden in Rauminszenierungen gezeigt. Ein Raum zum Thema „Lebensräume unter Wasser“ befindet sich in Planung.

## Museumspädagogik
Das Museum Schloss Rosenstein bietet ein Vermittlungsprogramm für unterschiedliche Altersgruppen, vom Vorschulalter bis zur Erwachsenenbildung, an. Dieses wird unter anderem in Form von Führungen, Projekten, Ferienprogrammen, Exkursionen, Kindergeburtstagen und After Work-Events angeboten.